# Langschwanz-Degenflügel
Der Langschwanz-Degenflügel (Pampa excellens, Syn.: Pampa curvipennis excellens, Campylopterus excellens) ist eine Vogelart aus der Familie der Kolibris (Trochilidae), die in Mexiko endemisch ist. Der Bestand wird von der IUCN als „nicht gefährdet“ (Least Concern) eingestuft. Die Art gilt als monotypisch.

## Merkmale
Der Oberkopf des männlichen Langschwanz-Degenflügels ist hell, metallisch violett. Der Rest der Oberseite, inklusive der kleinen und mittleren Handdecken, ist metallisch grün. Schwungfedern und große Handdecken sind dunkel violett, die äußeren drei Handschwingen haben breitere Schäfte und sind deutlich nach außen gebogen. Die breiten Schwanzfedern sind leicht abgestuft, wobei die mittleren ca. 20 mm länger sind. Der Schwanz ist matt metallisch grün mit schwarz violetten Spitzen, wobei die Spitzen an den zentralen Steuerfedern nur leicht vorhanden sind. Die äußeren drei Steuerfedern haben ein schmales, leicht graues Band. Die Kopfseiten, inklusive des Bereichs über den Augen und dem Zügel, sind bräunlich grau. Hinter dem Auge (postokular) befindet sich ein weißer Fleck. Die Unterseite ist bis zur Mitte des Bauchs gräulich weiß. Die Schienbeinfedern sind weiß. Die Unterschwanzdecken sind matt gräulich. Die mittleren Kehlfedern wirken im Vergleich zu den Unterschwanzdecken dunkler. Die Unterflügeldecken sind matt metallisch grün. Der Schnabel ist dunkel schwarz, wobei die Basis hornfarben ist. Die Füße sind matt braun. Das Weibchen ähnelt dem Männchen sehr, doch fallen die Körpermaße etwas kleiner aus. Vom Blaukron-Degenflügel (Campylopterus curvipennis) (Deppe, 1830), dem er sehr ähnlich ist, unterscheidet sich der Langschwanz-Degenflügel durch die Schädelgröße und die Schwanzlänge. Jungtiere sind auf der Unterseite gelbbräunlicher als erwachsene Tiere. Der Oberkopf zeigt weniger blau. Auch der Rücken wirkt er eher stumpf grün.

## Verhalten und Ernährung
Die Nektarquellen des Langschwanz-Degenflügels sind bisher nicht erforscht. Gegenüber dem Violettdegenflügel (Campylopterus hemileucurus) (Deppe, 1830) scheint der Langschwanz-Degenflügel unterwürfig zu sein.

## Lautäußerungen
Der Gesang des männlichen Langschwanz-Degenflügels ist ein wildes Durcheinander aus Zwitschern und Gurgeln. Sein Lied gibt er von seinem Sitz auf einem Ast oder in Serie, wenn er von Sitzplatz zu Sitzplatz fliegt, von sich. Gelegentlich stellt er einen kurzen, luftigen Laut voran. Der Gesang wird als lang, laut und kunstvoll beschrieben.

## Fortpflanzung
In der Gegend um Jesús Carranza im Bundesstaat Veracruz brütet der Langschwanz-Degenflügel zumindest im Mai. Männchen wurden in Los Tuxtlas von Oktober bis März in Balzstimmung beobachtet. Langschwanz-Degenflügel balzen und singen normalerweise aus dichten Rankenverwicklungen oder Büschen heraus. Dies kann von den Straten in Bodennähe bis in die Baumkronen des Regenwaldes sein. Dort kommen sie entweder einzeln oder in kleinen Gruppen aus zwei bis drei Männchen vor. Ein Männchen wurde dabei beobachtet, wie es dabei die Flügel aufschlug und diese vor und zurück wedelte. Dabei hat es seinen Kopf von Seite zu Seite nach hinten gedreht. Auch der Schwanz wurde gespreizt und dabei auf und ab gewippt. Bei der Zurschaustellung in den Baumkronen sind die Männchen oft 2 bis 3 Meter voneinander entfernt, um sich zu messen und mit Summen und Rasseln Richtung Boden zu taumeln.

## Verbreitung und Lebensraum

Verbreitungsgebiet des Langschwanz-Degenflügels

Der Langschwanz-Degenflügel bevorzugt Primärregenwald, kann sich aber auch in Sekundärvegetation, an Randgebieten und in gestörten Regenwaldgebieten bewegen. Hier ist er vor allem im Unterholz unterwegs. Nahe von landwirtschaftlich genutzten Gebieten wurde er noch nie beobachtet. Das Verbreitungsgebiet ist sehr beschränkt und zieht sich von der Sierra de los Tuxtlas mit dem Vulkan San Martin Tuxtla bis südsüdöstlich von Jesús Carranza. Bisher sind keine überschneidenden Gebiete mit dem Blaukron-Degenflügel bekannt. In San Martin Tuxtla kommt er in Höhenlagen bis 100 Meter, am San Martin Tuxtla bis 1000 Meter vor.

## Etymologie und Forschungsgeschichte
Die Erstbeschreibung des Langschwanz-Degenflügels erfolgte 1941 durch Alexander Wetmore unter dem wissenschaftlichen Namen Pampa pampa excellens. Das Typusexemplar stammte aus der Sierra de los Tuxtlas und wurde von Melbourne Armstrong Carriker am 22. April 1940 gesammelt. Lange wurde er unter der 1827 von  William Swainson eingeführten Gattung Campylopterus eingeordnet. Dieses Wort leitet sich vom griechischen καμπύλος kampýlos für „gebogen, gekrümmt“ und -πτερος, πτερόν -pteros, pterón für „-geflügelt, Flügel“ ab. Der Artname excellens leitet sich vom lateinischen excellere für „übertreffen, hervortun“ ab. 1854 führte Ludwig Reichenbach die neue Gattung  Pampa für den Yukatandegenflügel (Pampa pampa (Lesson, RP 1832)) ein. Dieses Wort ist das Quechua-Wort für „Ebene“, da Lesson das Typusexemplar irrtümlich dem Inneren der Río-de-la-Plata-Ebene zuordnete.
Birds of the World ordnet den Langschwanz-Degenflügel als Unterart Pampa curvipennis excellens des Blaukron-Degenflügels (Pampa curvipennis) (Deppe, 1830) ein.